# Pomnik bł. Stefana Wincentego Frelichowskiego w Toruniu
Pomnik błogosławionego Stefana Wincentego Frelichowskiego w Toruniu – pomnik ustawiony na obszarze Wyższego Seminarium Duchownego, przy placu ks. Stefana Wincentego Frelichowskiego 1 w Toruniu, odsłonięty 25 marca 2007 roku, w dniu uroczystości 15-lecia powołania diecezji toruńskiej. Został ufundowany przez księży diecezji toruńskiej. Autorem pomnika jest Kazimierz Gustaw Zemła.
Pomnik składa się z szerokiej podstawy z marmuru. Z niej wychodzi stalowy trzpień, na którym umieszczono naturalnej wielkości rzeźbę z brązu, przedstawiającą ks. Stefana Wincentego Frelichowskiego, niosącego na rękach ciało zmarłego współwięźnia. Rzeźba swoją formą nawiązuje do piety. Na krawędziach podstawy są wykute napisy. Na stronie frontowej (od strony zachodniej) widnieje napis: Bł. Stefan Wincenty Frelichowski, następnie na stronie północnej: Kapłan, wschodniej Harcerz, południowej: Męczennik.